# Concattedrale di Cáceres
La concattedrale di Santa Maria (in spagnolo: Catedral de Santa María) si trova a Cáceres, in Spagna, ed è la concattedrale della diocesi di Coria-Cáceres.

## Storia
La chiesa fu completata tra il XV e il XVI su una costruzione del XIII secolo in stile mudéjar con soffitti in legno.
Il 3 giugno 1931 la chiesa è stata dichiarata monumento storico artistico. Nel 1957 ottenne la dignità di concattedrale della diocesi di Coria-Cáceres.

## Descrizione
Realizzata interamente con blocchi di granito, il suo stile è romanico di transizione al gotico. Ha due portali gotici, la porta del Vangelo, verso il Palazzo Vescovile, e l'ingresso principale. La chiesa ha una sola torre, a pianta rettangolare e con tra corpi rinascimentali, realizzata tra il 1554 e il 1559 da Pedro de Ibarra. Nell'angolo ovest della torre vi è una statua di San Pietro d'Alcántara, realizzata nel 1954 dallo scultore Enrique Pérez Comendador.
Il tempio, di grandi dimensioni e dai muri spessi, è diviso in tre navate a sei sezioni ciascuna, separate da pilastri cruciformi con archi ogivali e volte gotiche.
All'interno del complesso spicca il retablo maggiore plataresco, realizzato tra il 1547 ed il 1551 da Guillen Ferrant e Roque Balduque utilizzando pino delle Fiandre e cedro in stile Extremadura. È diviso in tre sezioni e cinque blocchi, con sculture in altorilievo e figure di apostoli.

## Galleria d'immagini

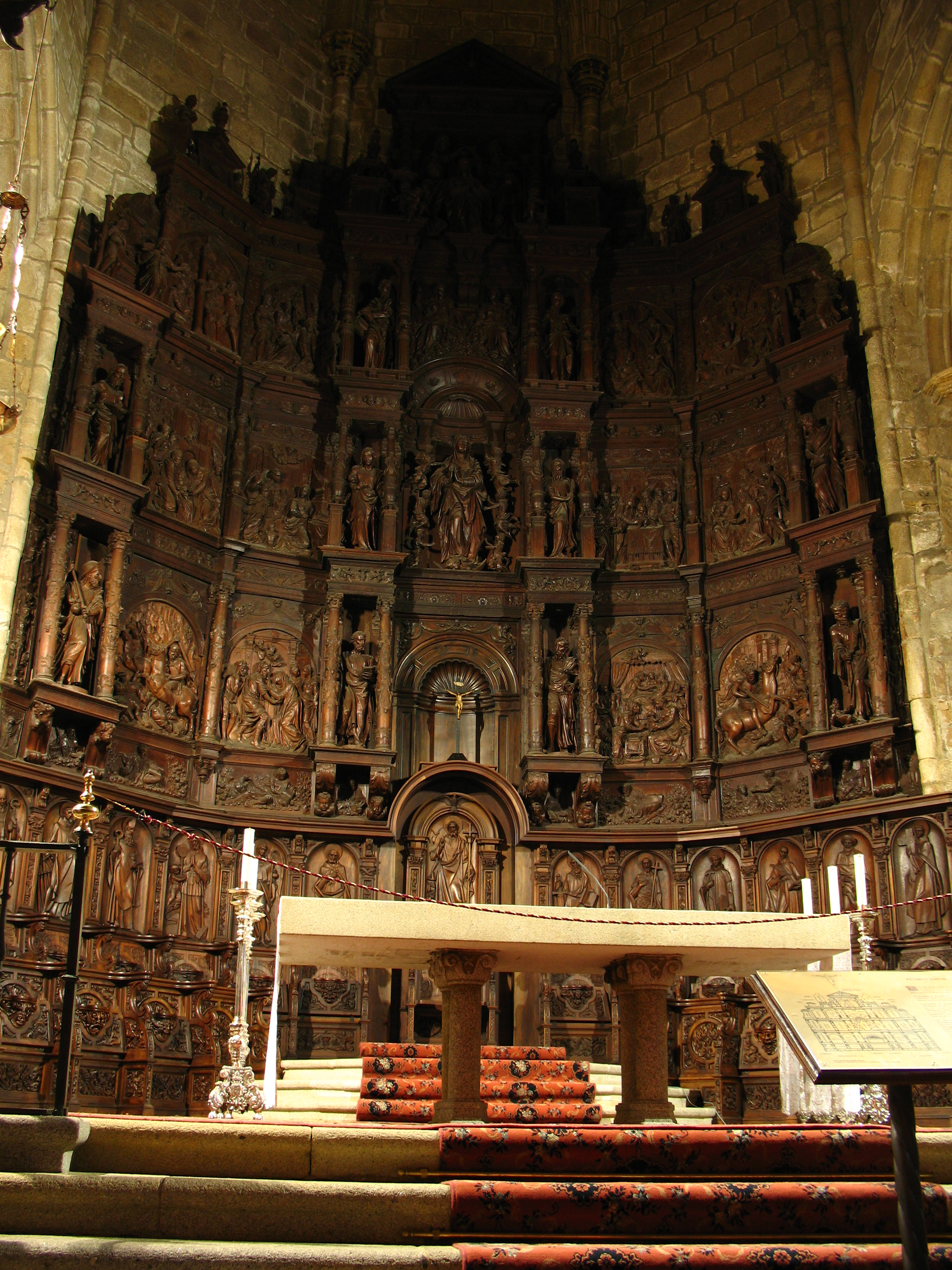
Il retablo maggiore
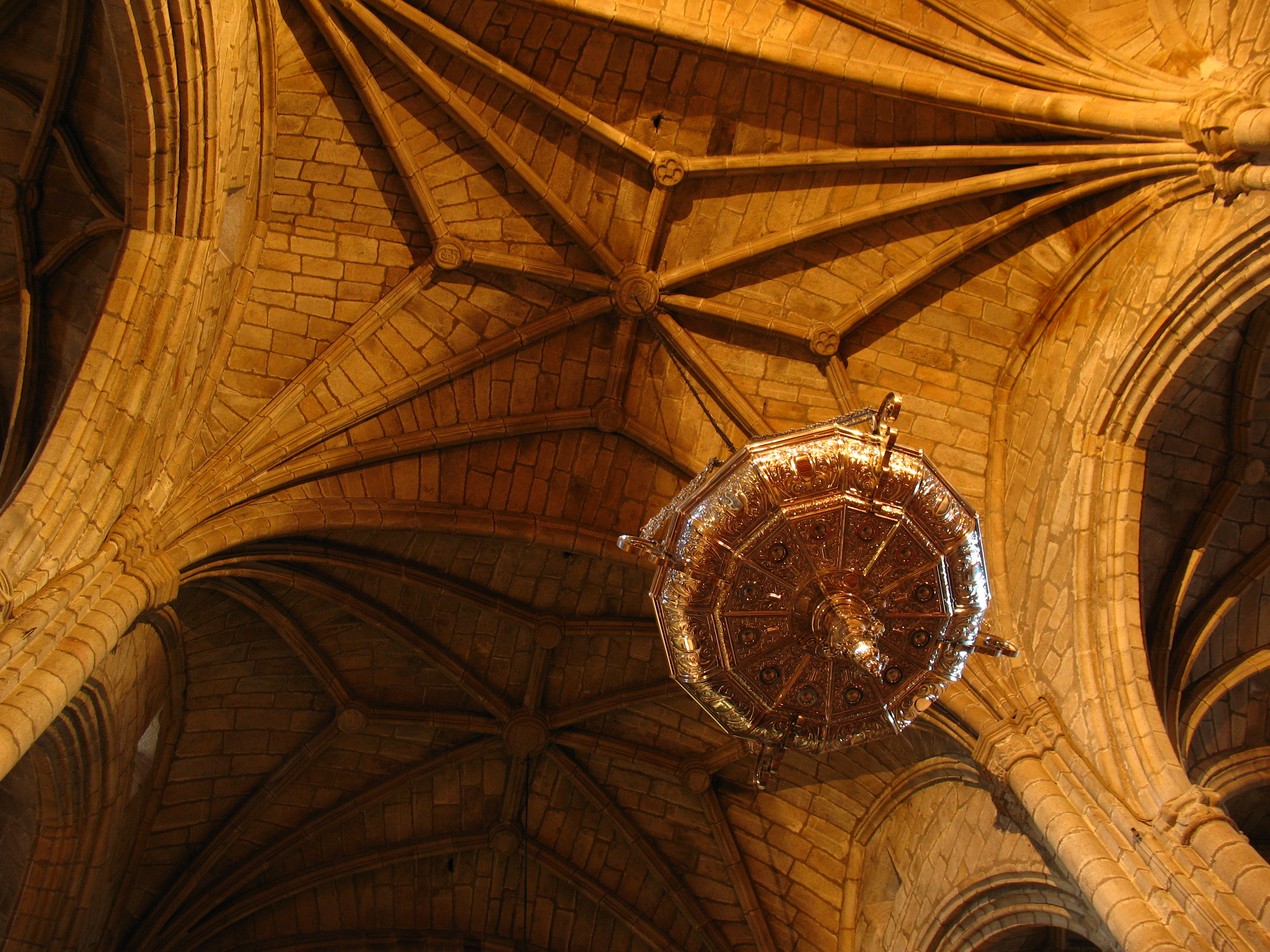
Volte a crociera
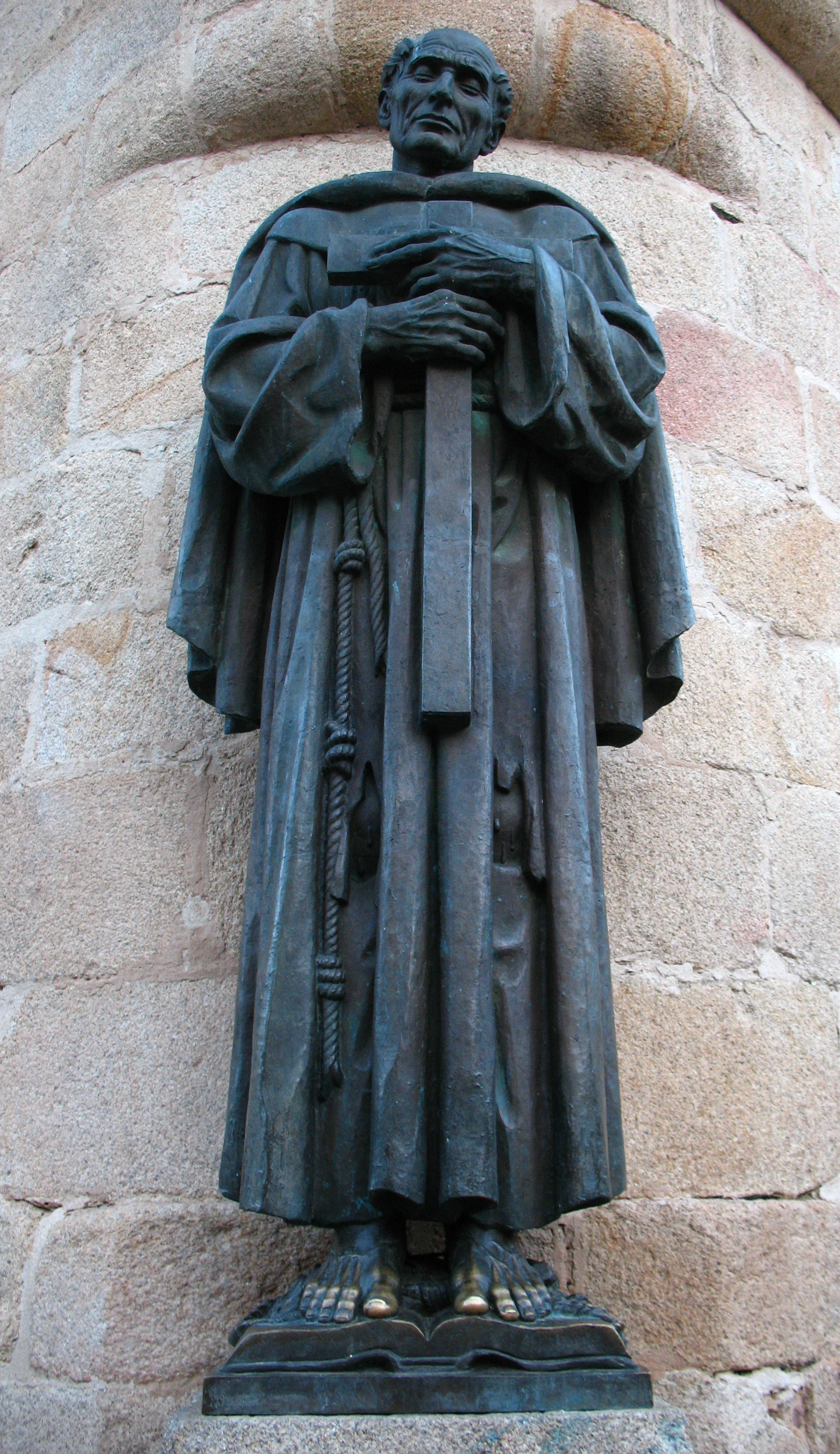
Statua di San Pietro di Alcántara
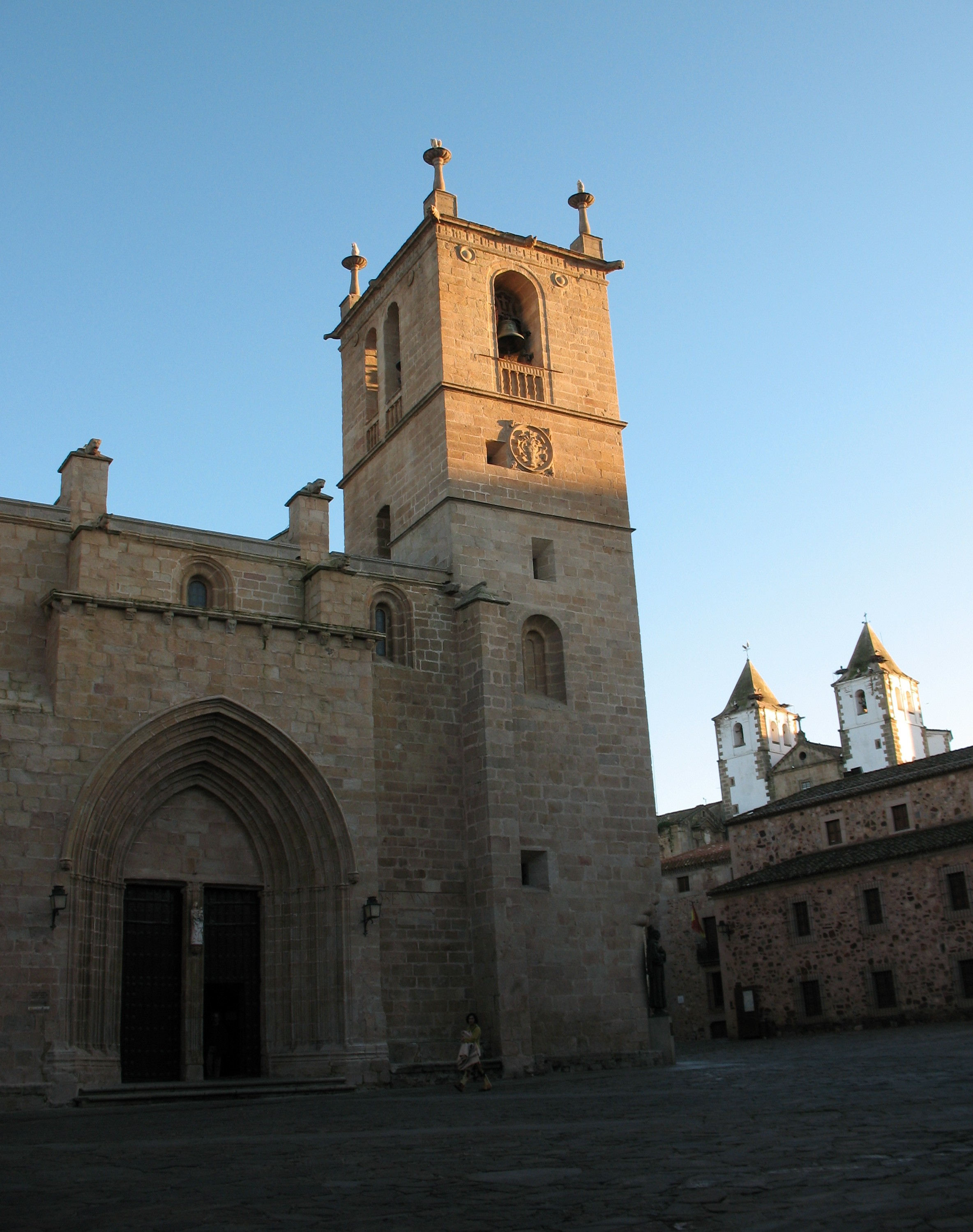
Portale del Vangelo e torre campanaria